# Симплициальное множество
Симплициальное множество (в ранних источниках — полусимплициальный компле́кс) — теоретико-категорная конструкция, обобщающая понятие симплициального комплекса и в определённом смысле моделирующая понятие топологического пространства с «хорошими» свойствами: теория гомотопий для симплициальных множеств эквивалентна классической теории гомотопий для топологических пространств. Является чисто алгебраической конструкцией, обеспечивающей практически полный параллелизм с геометрическими объектами; в связи с этим считается одним из важнейших объектов в алгебраической топологии как с методологической точки зрения, так и с инструментальной.
С точки зрения теории категорий определяется как симплициальный объект из категории множеств, или, эквивалентно, как предпучок симплициальной категории в категорию множеств.

## Определения и структура
Симплициальное множество {\displaystyle X} — контравариантный функтор из симплициальной категории в категорию множеств: {\displaystyle \Delta ^{\mathrm {op} }\to \mathbf {Set} }.
Так как всякий морфизм симплициальной категории порождается морфизмами {\displaystyle \delta _{i}^{n}:[n-1]\to [n]} и {\displaystyle \sigma _{i}^{n}\colon [n+1]\to [n]} ({\displaystyle 0\leqslant i\leqslant n}), определёнными как:
{\displaystyle \delta _{i}^{n}(j)={\begin{cases}j,&j<i\\j+1,&j\geqslant i\end{cases}}},
{\displaystyle \sigma _{i}^{n}(j)={\begin{cases}j,&j\leqslant i\\j-1,&j>i\end{cases}}},
то симплициальное множество может быть сконструировано как система {\displaystyle n}-х слоёв {\displaystyle X_{n}}, связанных соответствующими (двойственными к {\displaystyle \delta } и {\displaystyle \sigma }) отображениями {\displaystyle d_{i}^{n}\colon X_{n}\to X_{n-1}} и {\displaystyle s_{i}^{n}\colon X_{n}\to X_{n+1}}, удовлетворяющих соотношениям:
{\displaystyle d_{i}^{n}d_{j}^{n+1}=d_{j-1}^{n}d_{i}^{n+1}}, если {\displaystyle i<j},
{\displaystyle s_{i}^{n}s_{j}^{n-1}=s_{j+1}^{n}s_{i}^{n-1}}, если {\displaystyle i\leqslant j},
{\displaystyle d_{i}^{n+1}s_{j}^{n}={\begin{cases}s_{j-1}^{n-1}d_{i}^{n},&i<j\\{\mathsf {Id}}_{X_{n}},&(i=j)\,\vee \,(i=j+1)\\s_{j}^{n-1}d_{i-1}^{n},&i>j+1\end{cases}}}.
Точки слоя {\displaystyle X_{n}} называются {\displaystyle n}-мерными симплексами, притом точки слоя {\displaystyle X_{0}} — вершинами, а слоя {\displaystyle X_{1}} — рёбрами. Морфизмы {\displaystyle d_{i}^{n}} называются операторами граней, а морфизмы {\displaystyle s_{j}^{n}} — операторами вырождения.
Симплициальное отображение — (функторный) морфизм между симплициальными множествами {\displaystyle f\colon X\to X'}, симплициальное отображение также может быть рассмотрено как совокупность слоёв {\displaystyle f_{n}\colon X_{n}\to X_{n}'}, притом выполнено:
{\displaystyle d_{i}^{n}f_{n}=f_{n-1}d_{i}^{n}} ({\displaystyle 0\leqslant i\leqslant n}),
{\displaystyle s_{i}^{n}f_{n}=f_{n+1}s_{i}^{n}} ({\displaystyle 0\leqslant i\leqslant n}).
Симплициальное множество {\displaystyle X} называется симплициальным подмножеством {\displaystyle X'}, если все слои {\displaystyle f_{n}\colon X_{n}\to X_{n}'} симплициального отображения {\displaystyle f\colon X\to X'} инъективны; в этом случае операторы граней и операторы вырождения в {\displaystyle X} являются сужениями соответствующих операторов для {\displaystyle X'}.
Симплициальное фактормножество — конструкция, получаемая послойной факторизацией симплициального множества, то есть {\displaystyle X/\sigma } — набор слоёв {\displaystyle X_{n}/\sigma }, притом операторы граней и вырождения слоёв-фактормножеств индуцируются соответствующими операторами множества {\displaystyle X}.
Симплициальные множества со всевозможными симплициальными отображениями между ними образуют категорию {\displaystyle \mathbf {Set} ^{\Delta ^{\mathrm {op} }}}.

## Свойства
Категория симплициальных множеств допускает прямые и обратные пределы, вычисляемые послойно. В частности, для любых симплициальных множеств {\displaystyle X} и {\displaystyle X'} определены прямое произведение {\displaystyle X\times X'} и прямая сумма (раздельное объединение) {\displaystyle X\oplus X'}, притом для всех слоёв:
{\displaystyle (X\times X')_{n}=X_{n}\times X'_{n}},
{\displaystyle (X\oplus X')_{n}=X_{n}\oplus X'_{n}}.

## Косимплициальное множество
Также используется двойственное понятие косимплициального множества — функтора из симплициальной категории в категорию множеств: {\displaystyle \Delta \to \mathbf {Set} }. Косимплициальные множества имеют аналогичную послойную структуру с операторами граней и вырождения (двойственных к соответствующим операторам симплициальных множеств) и образуют категорию {\displaystyle \mathbf {Set} ^{\Delta }}.